# Menes (llibert)
Menes (en llatí Menas, en grec antic Μηνᾶς) va ser un llibert de Pompeu Magne i de Sext Pompeu. Appià l'anomena Menòdor ( Μηνόδωρος), nom que hauria adoptat quan va rebre la manumissió.
L'any 40 aC Sext Pompeu, llavors aliat de Marc Antoni contra Octavi, va enviar a Menes al front d'una flota i quatre legions, a ocupar Sardenya, durant el conflicte conegut com a Guerra de Sicília. Menes va aconseguir el propòsit i la fidelitat de les dues legions estacionades a l'illa, però Helè, llibert d'Octavi, va reconquerir l'illa encara el mateix any 40 aC.
Llavors Menes va rebre el comandament d'una flota per fer operacions contra Octavi i Antoni, que s'acabaven de reconciliar, i va assolar la costa d'Etrúria i altre cop va conquerir Sardenya, però per a protegir-se i guanyar el favor d'Octavi va alliberar a Helè i altres presoners destacats que havia fet, sense cap rescat.
L'any 39 aC va intentar dissuadir a Sext de fer la pau amb Octavi i Antoni, però en debades. Llavors en una entrevista de Sext amb Antoni i Octavi a bord de la seva nau a Misenum, li va suggerir tallar les cordes de la nau i desfer-se dels dos rivals, cosa que va rebutjar Sext.
Mentrestant, Sext Pompeu va començar a sospitat de la fidelitat de Menes, sobretot després de l'alliberament d'Helè, i també per informacions rebudes d'aquí i d'allà. L'any 38 aC Sext va demanar comptes a Menes de la seva administració a Sardenya i aquest va fer matar als missatgers i va acordar amb Octavi l'entrega de l'illa i les forces militars i navals sota el seu comandament, oferta que Octavi va acceptar amb alegria. Octavi després no va acceptar lliurar a Menes a mans de Sext Pompeu i encara el va tractar amb distinció, el va elevar a l'orde eqüestre, i el va nomenar legat de Calvisi Sabí amb el comandament dels mateixos vaixells que havia lliurat, i en aquest comandament va participar a finals del 38 aC en la campanya naval que en conjunt va resultar desfavorable a Octavi però en la que Menes va fer bons serveis.
Quan es van reiniciar les hostilitats entre Sext i Octavi l'any 36 aC, Menes va desertar del camp d'Octavi i va retornar a la fidelitat de Sext segons es creu perquè estava ofès per haver tingut fins llavors només un comandament subordinat i potser perquè veia Pompeu més fort. En les operacions que van seguir va obtenir alguns èxits parcials, però com que Sext Pompeu no li va retornar el seu antic comandament i se sentia vigilat de prop per la falta de confiança, va desertar altre cop al camp d'Octavi.
Octavi el va acceptar però aquesta vegada ja el va veure amb mals ulls. L'any 35 aC va acompanyar a Octavi a la campanya a la costa nord-est de la mar Adriàtica i va morir a la campanya de Pannònia durant el setge de Síscia.
Des d'antic s'ha suposat que el personatge que Horaci ataca durament al seu quart Epode, seria aquest Menes. Autors moderns dubten de l'afirmació, però les evidències internes del poema ho fan plausible.